# 康德雷 (密蘇里州)
康德雷（英語：Condray）是位於美國密蘇里州登特縣的非建制地區。

## 歷史
康德雷的郵局於1886年設立，其後於1910年停運。

## 地理
康德雷所處的海拔為高於海平面338米（即1109英呎），而該地所採用的時區為UTC-6，即北美中部時區（CST）。同時該地設有夏令時間，為UTC-6調快一小時，即UTC-5（CDT）。